# توم والتون
توم والتون (بالإنجليزية: Tom Walton)‏ هو لاعب قذف أيرلندي، ولد في 1922 في Tullaroan ‏ في جمهورية أيرلندا، وتوفي في 18 يناير 1998.